# Selección de fútbol de Niue
La selección de fútbol de Niue es el equipo representativo de ese país en las competiciones oficiales. Su organización está a cargo de la Asociación de Fútbol de la Isla de Niue, fundada en 1960. Estuvo afiliada a la OFC en 2022 como miembro asociado, por no ser parte de la FIFA. Dejó de ser miembro de la OFC en 2021 debido a estar inactivos durante 10 años.
Niue solo disputó dos partidos en toda su historia, en los Juegos del Pacífico Sur 1983. El primero de ellos fue una derrota 19-0 ante Papúa Nueva Guinea y el segundo nuevamente una caída, esta vez por 14-0, contra Tahití. Aun así, dicha participación impulsó la adhesión a la OFC tres años después, aunque el combinado no ha vuelto a participar ni en los Juegos del Pacífico ni en la Copa de las Naciones de la OFC.

## Estadísticas

### Copa de las Naciones de la OFC
| Copa de las Naciones de la OFC | Copa de las Naciones de la OFC | Copa de las Naciones de la OFC | Copa de las Naciones de la OFC | Copa de las Naciones de la OFC | Copa de las Naciones de la OFC | Copa de las Naciones de la OFC | Copa de las Naciones de la OFC |
| Año                            | Ronda                          | J                              | G                              | E                              | P                              | GF                             | GC                             |
| ------------------------------ | ------------------------------ | ------------------------------ | ------------------------------ | ------------------------------ | ------------------------------ | ------------------------------ | ------------------------------ |
| 1973 - 2024                    | No participó                   | No participó                   | No participó                   | No participó                   | No participó                   | No participó                   | No participó                   |
| Total                          | 0/10                           | -                              | -                              | -                              | -                              | -                              | -                              |

### Fútbol en los Juegos del Pacífico
| Fútbol en los Juegos del Pacífico | Fútbol en los Juegos del Pacífico | Fútbol en los Juegos del Pacífico | Fútbol en los Juegos del Pacífico | Fútbol en los Juegos del Pacífico | Fútbol en los Juegos del Pacífico | Fútbol en los Juegos del Pacífico | Fútbol en los Juegos del Pacífico |
| Año                               | Ronda                             | J                                 | G                                 | E                                 | P                                 | GF                                | GC                                |
| --------------------------------- | --------------------------------- | --------------------------------- | --------------------------------- | --------------------------------- | --------------------------------- | --------------------------------- | --------------------------------- |
| 1963 - 1979                       | No existía la selección           | No existía la selección           | No existía la selección           | No existía la selección           | No existía la selección           | No existía la selección           | No existía la selección           |
| 1983                              | Primera ronda                     | 2                                 | 0                                 | 0                                 | 2                                 | 0                                 | 33                                |
| 1987                              | No participó                      | No participó                      | No participó                      | No participó                      | No participó                      | No participó                      | No participó                      |
| 1991                              | No participó                      | No participó                      | No participó                      | No participó                      | No participó                      | No participó                      | No participó                      |
| 1995                              | No participó                      | No participó                      | No participó                      | No participó                      | No participó                      | No participó                      | No participó                      |
| 2003                              | No participó                      | No participó                      | No participó                      | No participó                      | No participó                      | No participó                      | No participó                      |
| 2007                              | No participó                      | No participó                      | No participó                      | No participó                      | No participó                      | No participó                      | No participó                      |
| 2011                              | No participó                      | No participó                      | No participó                      | No participó                      | No participó                      | No participó                      | No participó                      |
| 2015                              | Disputado por selecciones sub-23  | Disputado por selecciones sub-23  | Disputado por selecciones sub-23  | Disputado por selecciones sub-23  | Disputado por selecciones sub-23  | Disputado por selecciones sub-23  | Disputado por selecciones sub-23  |
| 2019                              | No participó                      | No participó                      | No participó                      | No participó                      | No participó                      | No participó                      | No participó                      |
| 2023                              | No participó                      | No participó                      | No participó                      | No participó                      | No participó                      | No participó                      | No participó                      |
| Total                             | 1/14                              | 2                                 | 0                                 | 0                                 | 2                                 | 0                                 | 33                                |

## Últimos encuentros
| Fecha      | Ciudad | Local              | Resultado | Visitante                | Competencia                     |
| ---------- | ------ | ------------------ | --------- | ------------------------ | ------------------------------- |
| 20-08-1983 | Samoa  | Tahití             | 14:0      | Niue                     | Juegos del Pacífico Sur de 1983 |
| 22-08-1983 | Samoa  | Papúa Nueva Guinea | 19:0      | Niue                     | Juegos del Pacífico Sur de 1983 |
|            | Samoa  | Niue               | Cancelado | Islas Marianas del Norte | Juegos del Pacífico Sur de 1983 |

Futbol de Oceanía 
2024 Por definir

## Jugadores

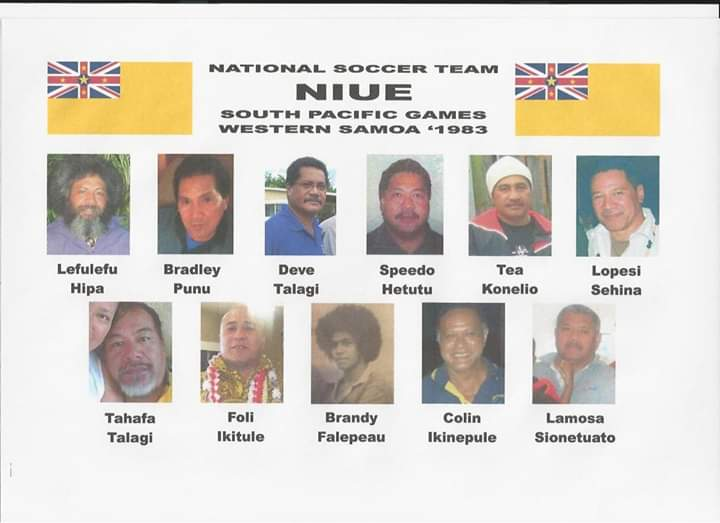
Recopilación de fotos de los jugadores de soccer de la selección de Niue en 1983

Los once jugadores que formaron parte de la selección de Niue en los Juegos del Pacífico Sur de 1983.
- Bradley Punu
- Brandy Falepeau
- Colin Ikinepule
- Deve Talagi
- Foli Ikitule
- Lamosa Sionetuato
- Lefulefu Hipa
- Lopesi Sehina
- Speedo Hetutu
- Tahafa Talagi
- Tea Konelio